# Kiss Me Once
Kiss Me Once este al 12-lea album de studio al cantaretei australiana Kylie Minogue. Acesta este primul ei album studio in patru ani, de cand aceasta a lansat albumul Aphrodite în 2010. Acesta a fost lansat de Parlophone la 14 martie 2014 și este primul album de Minogue lansat de Warner Music Group la nivel mondial, dupa ce compania a achiziționat Parlophone. În America de Nord, a fost lansat de către Warner Bros. Records, în timp ce în Marea Britanie de către Parlophone.

## Lista cântecelor
| Nr. | Titlu                                | Autor(i)                                                                            | Producător(i)                        | Lungime |  |
| 1.  | „Into the Blue”                      | Kelly Sheehan Mike Del Rio Jacob Kasher Hindlin                                     | Del Rio Sheehan                      | 4:08    |  |
| 2.  | „Million Miles”                      | Chelcee Grimes Daniel Davidsen Peter Wallevik Mich Hansen                           | Wallevik Davidsen Cutfather          | 3:28    |  |
| 3.  | „I Was Gonna Cancel”                 | Pharrell Williams                                                                   | Williams Sheehan                     | 3:32    |  |
| 4.  | „Sexy Love”                          | Wayne Hector Autumn Rowe Wallevik Davidsen Hansen                                   | Davidsen Wallevik Cutfather          | 3:31    |  |
| 5.  | „Sexercize”                          | Sia Furler Marcus Lomax Jordan Johnson Stefan Johnson Clarence Coffee Nella Tahrini | The Monsters & The Strangerz Sheehan | 2:47    |  |
| 6.  | „Feels So Good”                      | Tom Aspaul                                                                          | MNEK Wayne Wilkins                   | 3:37    |  |
| 7.  | „If Only”                            | Ariel Rechtshaid Justin Raisen Dan Nigro                                            | Rechtshaid                           | 3:21    |  |
| 8.  | „Les Sex”                            | Amanda Warner Peter Wade Keusch Joshua "J.D." Walker William Rappaport Henri Lanz   | Walker GoodWill & MGI                | 3:47    |  |
| 9.  | „Kiss Me Once”                       | Furler                                                                              | Jesse Shatkin                        | 3:17    |  |
| 10. | „Beautiful” (feat. Enrique Iglesias) | Enrique Iglesias Mark Taylor Alex Smith Samuel Preston                              | Taylor Smith                         | 3:24    |  |
| 11. | „Fine”                               | Karen Poole Chris Loco Kylie Minogue                                                | Loco                                 | 3:36    |  |